# Гидроселенид калия
Гидроселенид калия — неорганическое соединение,
кислая соль калия и селеноводородной кислоты с формулой KHSe,
кристаллы.

## Получение
- Пропускание избытка селеноводорода через спиртовой раствор гидроксида калия:

{\displaystyle {\mathsf {KOH+H_{2}Se\ {\xrightarrow {15^{o}C}}\ KHSe+H_{2}O}}}

## Физические свойства
Гидроселенид калия образует кристаллы двух модификаций:
- тригональная сингония, пространственная группа R 3m, параметры ячейки a = 0,5136 нм, c = 1,022 нм, Z = 3.
- кубическая сингония, параметры ячейки a = 0,693 нм.